# Anchimolgus mimeticus
Anchimolgus mimeticus is een eenoogkreeftjessoort uit de familie van de Anchimolgidae. De wetenschappelijke naam van de soort is voor het eerst geldig gepubliceerd in 1995 door Humes.